# 小行星5622
小行星5622（英語：5622）是一颗围绕太阳公转的小行星。1990年10月14日，埃莉諾·赫琳在帕洛马山发现了此天体。
这颗小行星的绝对星等为51.88503997548376等。